# Koornmarkt 66
Koornmarkt 66 is een rijksmonument aan de Koornmarkt in het centrum van de plaats Delft, in de Nederlandse provincie Zuid-Holland. Het is een grachtenpand onder schilddak en met een gepleisterde lijstgevel. Het pand heeft geprofileerde houten vensteromlijstingen.

## Galerij

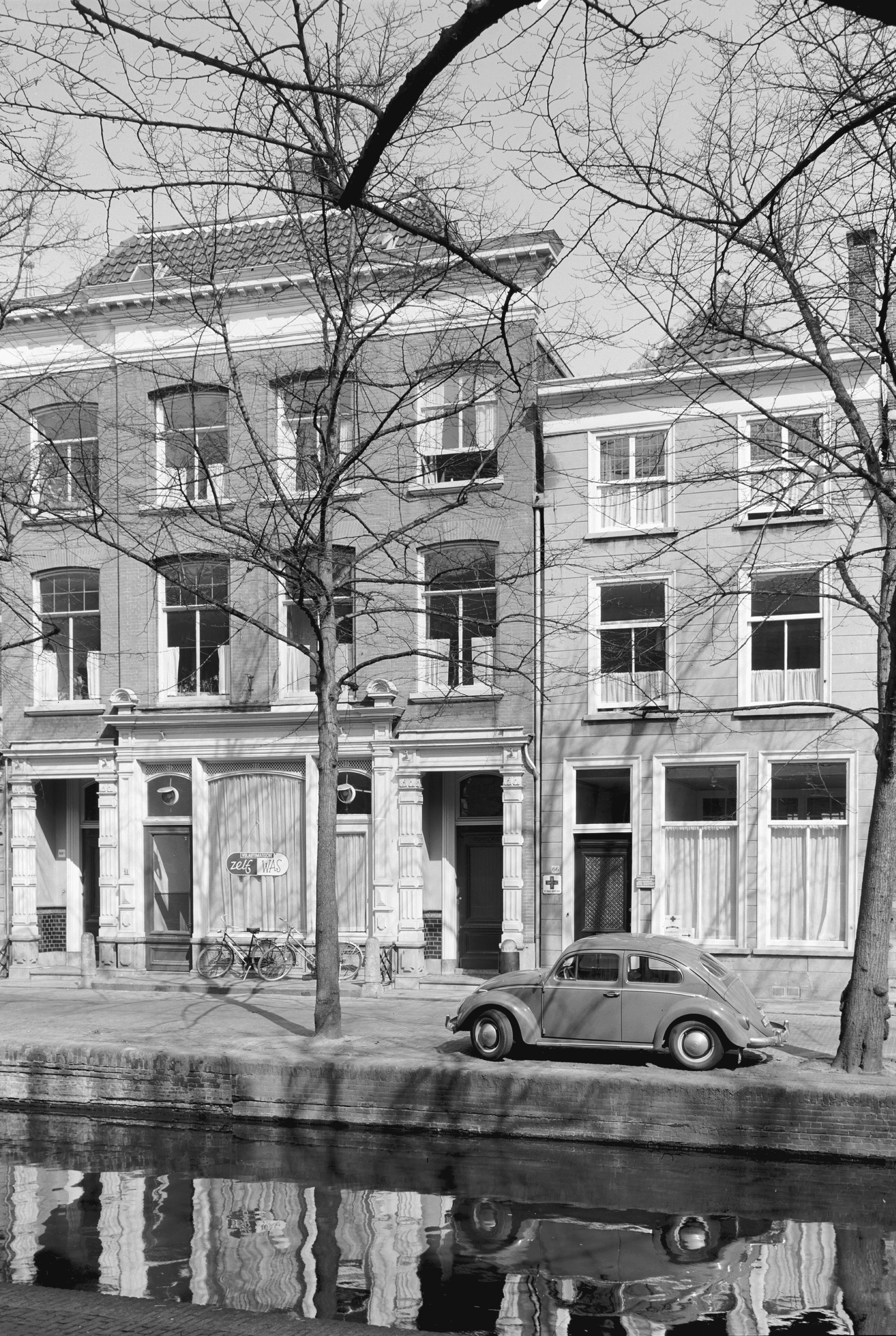
Oudere foto van de voorgevel.